# Kampimodromus florinensis
Kampimodromus florinensis är en spindeldjursart som beskrevs av Papadoulis, Emmanouel och Kapaxidi 2009. Kampimodromus florinensis ingår i släktet Kampimodromus och familjen Phytoseiidae. Inga underarter finns listade i Catalogue of Life.